# Небениус, Карл Фридрих
Карл Фридрих Небениус (нем. Karl Friedrich Nebenius; 29 сентября 1784, Родт-под-Ритбургом — 8 июня 1857, Карлсруэ) — германский политический и государственный деятель, экономист, видный деятель Великого герцогства Баден. Автор Баденской конституции 1818 года.

## Биография
Изучал право в Тюбингенском университете . С 1807 по 1849 годон занимал различные должности на государственной службе Бадена.
Либеральный политик.
Принимал активное участие в создании баденской конституции; в качестве правительственного комиссара при первом ландтаге приобрёл всеобщее доверие и много хлопотал об учреждении таможенного союза в южной Германии. Присоединению Бадена к германскому таможенному союзу Небениус содействовал, между прочим, и своим сочинением: «Der Deutsche Zollverein, sein System und seine Zukunft» (Карлсруэ, 1835).
Личный секретарь министра финансов Бадена в 1807 году, первый советник — в 1823 году, министр внутренних дел в 1838—1839 и 1845 годах.
Назначенный в 1846 до 1849 года президентом государственного совета Бадена, Небениус выступал за реформу управления в либеральном духе.
В течение 40 лет был руководителем реформистской партии Бадена, принимля активное участие в формировании новой конституции 1818 года, реформировал налоги и государственную собственность, занимался введением метрической системы, участвовал в создании первых железных дорог от Мангейма до Базеля и строительстве Мангеймской гавани, организации народного образования в своей стране. В научной области Небениус особенно известен своим трудом Der öffentliche Kredit (Карлсруэ, 1820; 2-е изд., 1829).

## Избранные труды
- «Betrachtungen über den Zustand Grossbritanniens in staatswirthschaftlicher Hinsicht» (Карлсруэ, 1818),
- «Der öffentliche Kredit» (ib., 1820),
- «Ueber die Herabsetzung der Zinsen der öffentlichen Schulden» (Штутгарт, 1837);
- «Ueber die Zolle d. Deutschen Zollvereins zum Schutze der einheimischen Eisenproduction» (Карлсруэ, 1842);
- Ueber die technischen Lehranstalten in ihrem Zusammenhange mit dem gesammten Unterrichtswesen" (Карлсруэ, 1833);
- «Die kath. Zustände in Baden» (ib., 1842).